# Wilmot (Wisconsin)
Wilmot es un lugar designado por el censo ubicado en el condado de Kenosha en el estado estadounidense de Wisconsin. En el Censo de 2010 tenía una población de 442 habitantes y una densidad poblacional de 123,4 personas por km².

## Geografía
Wilmot se encuentra ubicado en las coordenadas 42°30′31″N 88°11′12″O / 42.50861, -88.18667. Según la Oficina del Censo de los Estados Unidos, Wilmot tiene una superficie total de 3.58 km², de la cual 3.58 km² corresponden a tierra firme y (0%) 0 km² es agua.

## Demografía
Según el censo de 2010, había 442 personas residiendo en Wilmot. La densidad de población era de 123,4 hab./km². De los 442 habitantes, Wilmot estaba compuesto por el 97.74% blancos, el 0.23% eran afroamericanos, el 2.04% eran amerindios, el 0% eran asiáticos, el 0% eran isleños del Pacífico, el 0% eran de otras razas y el 0% pertenecían a dos o más razas. Del total de la población el 1.81% eran hispanos o latinos de cualquier raza.